# Bruttium
Bruttium – kraina historyczna w antycznej Italii znajdująca się w południowej części Półwyspu Apenińskiego, rozciągająca się wzdłuż Cieśniny Mesyńskiej. 
Zamieszkana przez Bruttów, którzy zorganizowali się w konfederację miast ze stolicą w Cosentii. W IV wieku p.n.e. Brutom udało się obronić przed Aleksandrem z Epiru i Agatoklesem z Syrakuz. Na wybrzeżach kraina została silnie skolonizowana przez Greków i wraz z Lukanią, Kalabrią i Apulią stanowiła w antyku część tzw. Wielkiej Grecji.